# Verdienstorden des Landes Mecklenburg-Vorpommern

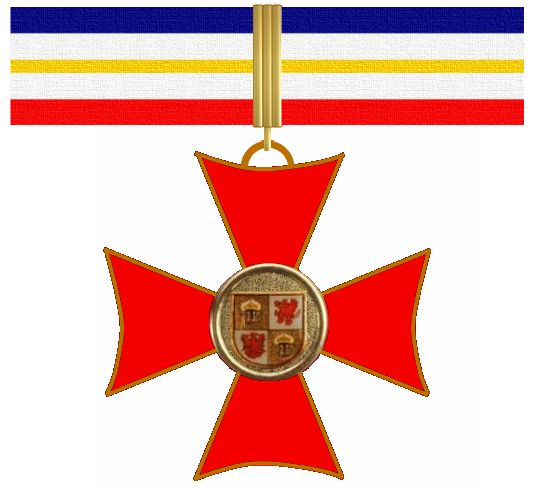

Der Verdienstorden des Landes Mecklenburg-Vorpommern ist der höchste Verdienstorden, den das Land Mecklenburg-Vorpommern vergibt. Er wurde am 23. April 2001 durch das Gesetz über den Verdienstorden des Landes Mecklenburg-Vorpommern (LOrdensG M-V) geschaffen und am 1. Juni 2002 erstmals vergeben. Die Verleihung erfolgt durch den Ministerpräsidenten „als Anerkennung für besondere Verdienste um das Land Mecklenburg-Vorpommern und seine Bevölkerung“. Vorschlagsberechtigt sind der Ministerpräsident, der Landtagspräsident und für ihren Geschäftsbereich die Mitglieder der Landesregierung. Mit Anregungen zur Ordensverleihung kann sich aber jedermann an die Vorschlagsberechtigten wenden. Erweist sich ein Ordensträger durch sein Verhalten der Ehrung unwürdig oder wird ein solches Verhalten nachträglich bekannt, kann der Ministerpräsident die Verleihung widerrufen.

## Ordensdekoration
Das Ordenszeichen hat die Form eines Kreuzes mit konkaven Flügeln im Rot der Landesfarben mit goldenem Rand. Das Mittelstück ist ein rundes, goldenes Medaillon, das auf der Vorderseite das große Landeswappen aufweist. Die Rückseite trägt im Zentrum die Inschrift „Für Verdienste“ und die Umschrift „Mecklenburg-Vorpommern“.

## Ordensträger

### 2002
- Hubert Getzin, Leiter der Mecklenburgischen Brauerei Lübz
- Charlotte Hamann, Initiatorin des Fördervereins Rittergut Bandelstorf
- Horst Klinkmann
- Lebrecht Jeschke

### 2003
- Brigitte Feldtmann, Mäzenin und Gründung der gemeinnützigen GmbH „Feldtmann Kulturell“
- Jost Reinhold
- Marko Schirrmeister
- Martin Stolz
- Joachim Wächter
- Viola Franke von Zitzewitz
- Horst Wernicke
- Jochen Bruhn
- Carl-Heinz Zettler

### 2004
- Horst Rahe, seit 1993 geschäftsführender Gesellschafter der Deutschen Seereederei GmbH, Honorarkonsul der Republik Finnland
- Matthias von Hülsen

### 2005
- Manfred Kuhnke, Gründungs- und Vorstandsmitglied der „H.-Fallada-Gesellschaft e. V.“
- Karin Wien, Leiterin des Frauenschutzhauses

### 2006
- Rudolf Erlemann
- Ursula Schneider, Vorsitzende des Demokratischen Frauenbundes/Greifswald e. V.

### 2007
- Margarete Block für ihr Verdienst um die Pflege der niederdeutschen Sprache
- Hans-Reinhard Dorenburg für seinen Einsatz als Vorstandsvorsitzender des Vereins Dorfkirchen in Not in Mecklenburg und in Vorpommern
- Rolf Schomann für sein 50-jähriges Wirken für die Feuerwehren im Land

### 2008
- Wieland Bahlcke, Gründer des Freundeskreises der Kirche zu Lindow
- Wolfgang Brost für sein Engagement für die kulturellen Beziehungen zwischen Deutschland und Norwegen als Sonderbeauftragter des norwegischen Außenministeriums

### 2009
- Frauke und Hans-Jürgen Eggers, Engagement für die Rettung gefährdeter Kirchen in Mecklenburg-Vorpommern
- Walter Kuhn, Vorsitzender der Bundeselternvertretung der Musikschulen
- Norbert Rethmann

### 2010
- Reinhart Kny, Initiator und Gründungsmitglied des Fördervereins der Turn- und Sportgemeinschaft Wismar, Präsident des FC Anker Wismar
- Willi Kuß, Mitbegründer und Schatzmeister des Niederdeutschen Bühnenbundes in Mecklenburg-Vorpommern
- Manfred Nollau, Mitbegründer der gemeinnützigen Gesellschaft der Freiberuflichen Notärzte Mecklenburger Seenplatte und Mecklenburger Schweiz

### 2011
- Ines Diederich, Woldegk
- Edith Dorn, Neubrandenburg, Ausbilderin für Erste Hilfe und für Rettungsschwimmer in Neubrandenburg, langjährig selbst aktive Rettungsschwimmerin und festes Bindeglied zwischen Laienhelfern und professionellem Rettungsdienst
- Solveig Leo, Banzkow

### 2012
- Kornelia von Berswordt-Wallrabe, ehemalige Direktorin des Staatlichen Museums Schwerin
- Heinz Henker, Geobotaniker
- Sieglinde Scheel, Regionalbeauftragte des Landesverbandes des Demokratischen Frauenbundes
- Berthold Beitz, ehemaliger Kuratoriumsvorsitzender der Alfried Krupp von Bohlen und Halbach-Stiftung

### 2013
- Gudrun Schoefer, Mitgründerin des Landesverbandes MV der Deutsche Multiple Sklerose Gesellschaft
- Wolfgang Remer, ehrenamtlicher Präsident des Landessportbund Mecklenburg-Vorpommern

### 2014
- Ilse Hennig, Anklam
- Brigitte Paetow, Neubukow
- Christine Schulz, Dechow

### 2015
- Marion Richter, Dobin am See für ihr Engagement in der Gleichstellungspolitik[1]
- Gerd-Heinrich Kröchert, Daberkow für seinen Einsatz zur Stärkung des ländlichen Raums[1]

### 2016
- Ulrike Legde, Beseritz, Landkreis Mecklenburgische Seenplatte, für ihr außergewöhnliches Engagement zur Stärkung des ländlichen Raums
- Helmut Rohde, Kritzmow, Landkreis Rostock, für seinen Einsatz, insbesondere für chronisch- und krebskranke Kinder
- Gerd Schneider, Strande (Schleswig-Holstein), der die Kultur- und Medienlandschaft im Land mitgestaltet hat

### 2017
- Erica Drecoll, Rostock, für ihren Einsatz für Seniorinnen und Senioren
- Jürgen Grote, Mainz, für sein Engagement für die plattdeutsche Sprache
- Heike Volke, Sanitz im Landkreis Rostock, außerordentlich aktiv im Bereich der Weiterbildung

### 2018
- Hans-Joachim Grätsch, Mölln, für sein Engagement für Menschen mit Behinderungen
- Brigitte Thielk, Elmenhorst im Landkreis Rostock, für ihren Einsatz in der Gleichstellungsarbeit
- Rainer Tschirner, Benitz im Landkreis Rostock, für seine Arbeit im Tiergesundheitsdienst

### 2019
- Helga Bomplitz, Dalberg, Vorsitzende des Landesseniorenrings
- Gudrun Riedel, Strasburg (Landkreis Vorpommern-Greifswald)
- Christoph Müller, Sassnitz, Verleger und Kunstsammler

### 2020
- Christoph de Boor, Waren (Müritz), Theologe
- Hannelore Kohl, Greifswald, ehem. Richterin
- Reno Tiede, Rostock, Goalballer

### 2022
- Ulrike Seemann-Katz, Geschäftsführerin des Flüchtlingsrates MV
- Angelika Stiemer, Kinderschutzbund-Landeschefin
- Valeriy Bunimov, Vorsitzender der Jüdischen Gemeinde im Nordosten

### 2023
- Günther Uecker, Maler und Objektkünstler

### 2024
- Toni Kroos, Fußballspieler